# Johann Feldhusen
Johann Feldhusen (* 25. Januar 1577 in Lübeck; † 13. Dezember 1643 ebenda) war Jurist, Ratssekretär und Ratsherr der Hansestadt Lübeck.

## Leben
Johann Feldhusen immatrikulierte sich zum Studium als Johannes Velthus 1595 an der Universität Rostock 1613 wurde er Ratssekretär der Hansestadt Lübeck und stieg 1634 zum ersten Ratssekretär (Protonotar) auf. 1637 wurde Feldhusen Ratsherr in Lübeck.
Er war seit 1619 verheiratet mit Catharina († 1627), geb. Wessel, einer Tochter des städtischen Münzmeisters Statius Wessel. Sie erbte das Haus St.-Annen-Straße 4, dessen alleiniger Eigentümer Feldhusen 1623 wurde. In zweiter Ehe heiratete er 1628 Engel, geb. Brömse, eine Tochter des Ratsherrn Dietrich Brömse (1579–1638).
Der von 1657 bis 1671 ebenfalls in Lübeck tätige Ratssekretär Johannes Feldthausen (1621–1671) war sein Sohn aus erster Ehe. Seine Tochter Magdalena heiratete 1639 den Wismarer Bürgermeister Heinrich Schabbel und seine Tochter Margaretha 1644 den Lübecker Pastor Heinrich Engenhagen.